# X (album de Chris Brown)
Pour les articles homonymes, voir X.
Albums de Chris Brown
Fortune
(2012)
Singles
1. Fine China
Sortie : 29 mars 2013
2. Don't Think They Know
Sortie : 17 juin 2013
3. Love More
Sortie : 16 juillet 2013
4. Loyal
Sortie : 19 décembre 2013
5. New Flame
Sortie : 30 juin 2014
6. X
Sortie : 23 août 2014
7. Songs on 12 Play
Sortie : 12 septembre 2014

X est le sixième album studio de Chris Brown, sorti le 16 septembre 2014.

## Développement
Chris annonce en septembre 2013 que son album sera un double disque, dix chansons sur chaque disque.
Pour cet album, Brown a travaillé avec des artistes et producteurs tels que Pharrell, Kendrick Lamar, Rihanna, Nicki Minaj, Wiz Khalifa, Timbaland, Diplo, Danja, DJ RoccStar et Ines entre autres. Originellement, l'album devait s'intituler Carpe Diem, comme l'avait annoncé le chanteur le 9 novembre 2012 lors d'une interview pour la radio américaine Power 106. Mais il s'avéra que le titre X ait été choisi à la place. Il a déclaré que le titre de l'album, de la même façon que pour 4 de Beyoncé, définit tout ce qu'il a vécu dans sa vie : « c’est aussi le chiffre 10 en chiffres romains et j’ai commencé ma carrière il y a dix ans. Mon anniversaire est le 5 mai 1989… 5 + 5 = 10 et donc on a 8, 9, 10.. « X » est la 24e lettre de l’alphabet et j’aurai 24 ans quand l’album sortira. « X » est aussi une métaphore, comme pour « ex » petite-amie. Ça suggère que l’on progresse et que l’on avance dans la vie, sans s’accrocher au passé et aux vieux jours », évoquant qu'il a à cœur de montrer au monde qu'il est un autre homme, plus mature, depuis les incidents de ces dernières années. X est prévu pour être publié en 2014 par RCA Records.

## Composition
Sur le plan musical, Brown veut montrer qu’il a changé. X ne comprendra pas de pulsations eurodance comme on pouvait en trouver dans Fortune, l'album se voudra plus profond, plus « soul » et vulnérable, avec Stevie Wonder, Michael Jackson et Sam Cooke en modèles. Les producteurs de renom Polow Da Don, Timbaland, Pharrell, Drumma Boy et Danja se sont attelés à la confection de ce nouveau répertoire. On devrait y retrouver les titres Somebody Else, la ballade Autumn Leaves en collaboration avec le rappeur américain Kendrick Lamar, Lady in Glass Dress ou encore Feel That. Également très attendu, un nouveau duo avec Rihanna intitulé Put It Up. « Quand on a enregistré Nobody’s Business, on a fait en même temps une autre chanson pour mon album. Avec elle, je voulais un titre R&B, pas quelque chose de trop pop. Je voulais proposer un son que les gens ont moins l’habitude d’entendre », déclara l'artiste. Au rang des singles, le premier extrait Fine China sera disponible à partir du 1er avril 2013, avec un vidéo-clip l’accompagnant. Pour lui succéder, Chris a déjà indiqué qu'Autumn Leaves serait un « deuxième single potentiel ». Tout compte fait le prochain single sera Don't Think They Know en featuring avec la chanteuse Aaliyah.

## Singles
Le premier single issu de l'album, Fine China, est sorti sur toutes les plateformes de téléchargement légales le 2 avril 2013 et est envoyé à la radio américaine Top 40 le 9 avril , Selon un des récents tweets de l'artiste, le premier single ne sera pas publié uniquement, le clip le sera aussi le même jour [réf. nécessaire].
Don't Think They Know en featuring avec la chanteuse Aaliyah sera le prochain single de Chris. La date de sortie est le 27 mai 2013 et comme pour le premier single, il sortira avec le clip vidéo.
À la suite de quelques problèmes techniques avec le clip vidéo, Chris a déclara via son Twitter que le single était repoussé à une autre date qui lui-même ignorait. Le 17 juin 2013, Brown publie la chanson Don't Think They Know puis le clip le 21 du même mois sur sa chaîne Youtube.
À la suite du report de la sortie de l'album, l'artiste publie la couverture de ce qui sera son troisième single, Love More avec pour featuring la rappeuse Nicki Minaj. Le 22 juillet 2013, le chanteur dévoile la version audio du titre sur chaîne Youtube ainsi que sur son site officiel. Plus tard, le duo commença à travailler sur un clip du single à Los Angeles avec une soixantaine de danseurs. La vidéo sort le 29 août 2013. Chris Brown dévoile un nouveau single Loyal en featuring avec les rappeurs Lil Wayne et Tyga, French Montana ou Too Short le 19 décembre 2013 alors que l'album X sortira en 2014 sans date de sortie officiel pour le moment. Ce nouveau titre sert de quatrième single après Love More. Le 30 juin 2014 est dévoilé le cinquième single de l'album, New Flame en featuring avec le chanteur Usher et le rappeur Rick Ross toujours sur la chaîne YouTube de Brown et les réseaux sociaux.Le 22 août 2014, il dévoile le sixième single de l'album "X". Le 12 septembre 2014 est dévoilé le septième single de son album en featuring avec Trey Songz, Songs On 12 Play.

## Liste des titres
- 1. “X”
- 2. “Add Me In”
- 3. “Loyal” (feat. Lil Wayne & Tyga)
- 4. “New Flame” (feat. Usher & Rick Ross)
- 5. “Songs On 12 Play” (feat. Trey Songz)
- 6. “101″ (Interlude)
- 7. “Drown In It” (feat. R. Kelly)
- 8. “Came To Do” (feat. Akon)
- 9. “Stereotype”
- 10. “Time For Love”
- 11. “Lady In a Glass Dress” (Interlude)
- 12. “Autumn Leaves” (feat. Kendrick Lamar)
- 13. “Do Better”(feat. Brandy Norwood)
- 14. “See You Around”
- 15. “Don’t Be Gone Too Long”
- 16. “Body Shots”
- 17. “Drunk Texting”(feat Jhené Aiko)
- 18. “Lost In Ya Love”
- 19. “Love More” (feat. Nicki Minaj)
- 20. “Don't Think They Know” (feat. Aaliyah)
- 21. “Fine China”
- 22. “No Lights” (Japon Bonus Track)

## Certifications
| Pays              | Certification | Unités certifiées |
| ----------------- | ------------- | ----------------- |
| Australie (ARIA)  | Or            | 35 000            |
| Danemark (IFPI)   | Or            | 10 000            |
| États-Unis (RIAA) | 2 × Platine   | 2 000 000         |
| Royaume-Uni (BPI) | Or            | 100 000           |